# Madalena (Ceará)
Madalena é um município brasileiro do estado do Ceará localizado na Mesorregião dos Sertões Cearenses. Pertence à microrregião do sertão de Quixeramobim, aproximadamente, 180 km de Fortaleza, capital do estado, com altitude média de 299 metros acima do nível do mar. A área total do município é de 1.109,2 km². Sua sede está situada à margem esquerda do Rio Barrigas (Madalena), o principal acesso à capital do Estado se dá através da BR 020. Antes de sua emancipação, Madalena era distrito de Quixeramobim. Até então, pertencente à área territorial de Quixeramobim, tornou-se município através da Lei estadual 11.274, de 23 de dezembro de 1986, entretanto, as comemorações alusivas a este feito histórico se dão em 12 de agosto, considerando a data do veredicto do Tribunal Regional Eleitoral do Ceará, que validou o plebiscito no qual houve a manifestação dos moradores sobre a emancipação. Limitando-se ao Norte com Itatira; ao Sul com Quixeramobim; ao Leste com Quixeramobim, Choró e Canindé; ao Oeste com Boa Viagem.

## Etimologia
O nome do município teve origem na Fazenda Madalena, pertencente ao Major João Bernardes da Cunha, pernambucano, residente em Quixeramobim e proprietário de muitas terras na região. 
João Bernardes era descendente de senhores de engenho em Pernambuco. O nome Madalena deriva de homenagem prestada a um importante engenho existente à época em Pernambuco, denominado Madalena, fronteiriço à capela dedicada à Santa Madalena.

## História
No ano de 1840, chegou em Madalena, oriundo de Mombaça, o senhor Antônio Costa Vieira, cuja alcunha era “Pinho”, com a missão de cuidar das terras e do rebanho do Major João Bernardes. Anos depois, com a idade já avançada, Antônio Costa Vieira recebeu através de doação realizada pelo Major João Bernardes, uma faixa de terras onde situa-se a cidade de Madalena, fato que possibilitou seus descendentes realizarem a construção das primeiras edificações, sendo a principal delas, a capela de São Pedro, construída no ano de 1911.
No ano de 1984, um grupo de jovens que ficou denominado (Consciência e Luta), iniciou um movimento junto ao povo, com vistas à emancipação do Município, tendo o apoio político dos deputados Mauro Benevides e Carlos Benevides, do Padre Pedro Paulo, do casal Dário Araujo e Socorro, dos irmãos Luiz e José Lauro, do advogado Dr. Morais, dentre muitos outros simpatizantes do movimento. O intenso e profícuo trabalho deste grupo culminou com a tão esperada emancipação política de Madalena.

## Formação administrativa
Em 1951, o povoado Madalena torna-se distrito de Quixeramobim. Em 1963 é elevada à categoria de município. Em 1965 é reabsorvido por Quixeramobim, por força de lei emanada da Revolução de 1964, voltando a ser distrito. Em 1986 é novamente emancipada, voltando a ser município, constituído por 2 distritos: Macaoca e Madalena (distrito-sede). Naquele mesmo ano Madalena absorveu parte do distrito de Pirabibu.

## Geografia

### Clima
Tropical, quente semiárido. A temperatura média da cidade é de 29 °C, com pluviometria média de 675,00 mm com chuvas concentradas de janeiro a maio.
Além disso, destacam-se os elevados índices de evaporação e evapotranspiração durante todo o ano aliada à irregularidade do regime de chuvas.

### Hidrografia e recursos hídricos
As principais fontes de água são os rios: Barrigas e seus afluentes; Teotônio, Cacimbinha, Treme e Sabonete e diversos riachos que fluem para o rio Barrigas. Seus principais reservatórios de água são os açudes: Umari,Teotônio e Açude Quieto.

### Relevo e solos
Localizado em território com bastantes variações topográficas, possui várias elevações como as Serras:
·        Serra da Lagoa do Senador
·        Serra da Cacimba Nova
·        Serrinha dos Teixeiras
·        Serrote das Mulatas

## Infraestrutura

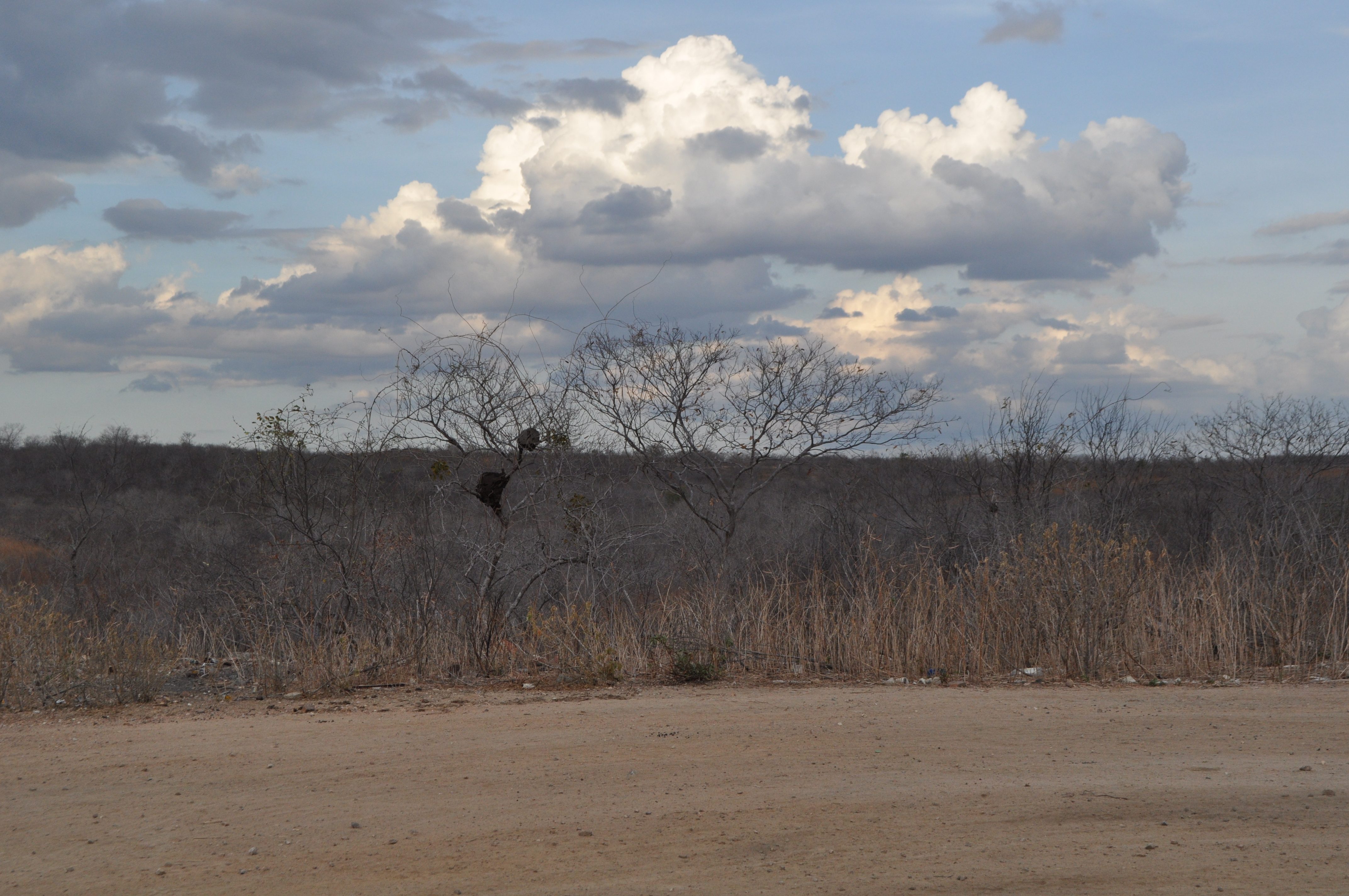
Aspecto da vegetação durante o período de estiagem

- Possui  o Hospital e Maternidade Mãe Totonha, Correios, Casa Lotérica, Bradesco, Banco do Brasil e Fórum. Na sede do Município foi construída uma das maiores  Igrejas católicas do Estado, que é destaque por sua beleza e grandiosidade.
- Conta com (oito) 08 Unidades Básicas de Saúde nos Distritos e Sede e (um) 01 Centro de Atenção especializada à Saúde, na sede.
- Dispõe de diversos espaços de lazer, quais sejam: Happy House, Black Lazer, Kid Park, Chick’s Clube, Praça da Matriz e Brinquedopraça.

## Distritos

### Madalena (distrito-Sede)
O distrito-sede de Madalena está dividido em 10 bairros:
1.   Centro
2.   Santa Teresinha
3.   Henrique Jorge
4.   São José
5.   Boa Vista
6.   Alto da Alegria
7.   Bairro dos Pinhos
8.   Nova Madalena
9.   Madalena Velha
10. Santana 

## Economia:
Sua base econômica está centrada na agricultura, apicultura, comércio e serviços.

### a)    Agricultura
Os principais produtos produzidos no município são: algodão agroecológico, cana-de-açúcar, feijão, milho, mandioca, macaxeira, castanha do caju. Existe ainda o cultivo de fruticultura (coco, banana e caju) e hortaliças (cheiro verde, cenoura, pimentão, tomate, jerimum).

### b)    Apicultura
Temos a predominância da Apicultura (produção de mel, cera, venda de colméias e enxames), como fonte de renda de muitos produtores. Atualmente temos 100 produtores ativos. No ano de 2022, essa cultura injetou mais de R$ 500.000,00 na economia do Município, sendo produzidas mais de 18 toneladas de mel. Já temos a cultura em 33 comunidades, destacando-se as comunidades de Sabonete e Cajazeiras. O município apresenta Termos de Cooperação Técnica com o IFCE e SENAR para cursos de aperfeiçoamento e exploração da Apicultura. Hoje conta com uma casa de mel padronizada, instalada na comunidade de Sabonete Macaoca, aberta às visitações e é também local de extração e armazenamento do mel.

### c)    Comércio
A economia do município de Madalena depende principalmente, no setor terciário, do (comércio e dos serviços) que é responsável por ocupar grande parte da população economicamente ativa
O comércio do município está concentrado no Centro da cidade, onde recebe semanalmente centenas de moradores das áreas rurais e de municípios vizinhos como: Boa Viagem, Itatira, Quixeramobim e Canindé.
Dentre as empresas deste setor, destacam-se os supermercados atacadistas e varejistas, que também abastecem os pequenos estabelecimentos comerciais dos distritos e dos municípios vizinhos, e os estabelecimentos de comércio varejista, que estão voltados, basicamente, para os moradores da cidade e da zona rural.
Para fomentar o emprego e renda no município, a gestão municipal atual da Prefeita Sônia Costa no seu primeiro mandato (2017-2020) lutou e conseguiu a instalação da Fábrica Del Rio, gerando 226 empregos diretos.

### d)   Servidores públicos municipais.
O funcionalismo público é também uma parcela importante para o aquecimento da economia do município.

### e)   Aposentadorias Rurais.
As aposentadorias rurais também representam parcela importante para a economia.

## Pontos turísticos
·        Igreja Matriz de Nossa Senhora da Imaculada Conceição;
·        Açude Umari
·        Serras
·        Casa de Pedra
·        Praça Salviano de Pinho;
·        Praça da Matriz
·        Imagem de Nossa Senhora da Imaculada Conceição; 

## Cultura
Os principais eventos culturais são:
·        Festa da padroeira: Nossa Senhora da Imaculada Conceição
·        Cavalgada
·        Reisados
·        Dia do Evangélico (31 de outubro)
·        Tradicional Festa de Aniversário do Município (12 de Agosto)
·        Madajunino (Festejos de São João)
·        MadaRock  
·        Festival Gastronômico Sabores de Madalena. 

## Esporte
Na área do esporte destacam-se: futebol de campo, futebol de salão “Futsal”, Beach tênis, Voleibol, Atletismo, Ciclismo e Vôo Livre, onde são proporcionados campeonatos e ações de parcerias voltadas para a promoção dos esportes.

## Política
A administração municipal localiza-se na sede do município: Madalena

## Quadro de prefeitos (as)
1.   Raimundo Andrade de Morais (1989 a 1992)
2.   Antônia Lobo Pinho Lima (1993 a 1996)
3.   Raimundo Andrade de Morais (1997 a 2000)
4.   Antônia Lobo Pinho Lima (2001 a 2004)
5.   Antonio Wilson de Pinho (2005 a 2008)
6.   Antônio Wilson de Pinho (2009 a 2012)
7.   Zarlul Kalil Filho (2013 - 2016)
8.   Maria Sonia de Oliveira Costa (2017 - 2020)
9.   Maria Sonia de Oliveira Costa (2021 - )